# 天国に結ぶ恋
『天国に結ぶ恋』（てんごくにむすぶこい）は、坂田山心中事件を題材に五所平之助が監督した1932年（昭和7年）公開の松竹映画。また、徳山璉・四家文子が歌った同名の主題歌。

## 概要
公開は坂田山心中事件からおよそ1か月後となる1932年6月10日。監督の五所によれば13日間程度で撮影を終えたという。当時、『伊豆の踊り子』の制作を考えていた五所は、たまたま旅行中に事件のことを知り、まもなく会社から「すぐ帰れ」との連絡を受けた。旅行を切り上げ、会社にて映画化する旨を聞いた翌日、五所らロケ隊は主演の竹内良一と川崎弘子を連れて大磯を訪れる。心中の現場に花を捧げたうえで宣伝のためのスチール写真を数多く撮影した。五所は「映画としては大変キワモノであったため本当はやりたくなかったが、会社から仕事を仰せつかったため引き受けた」と当時の心境を語った。「なんだか自分の所へ来そうな気がしていた」とも述べている。
ストーリーは話題となった心中事件を題材としている。しかし、“おぼろ月夜に死体愛撫”と新聞紙上を賑わせた死体盗難の猟奇的部分にはいっさい触れず、松竹の看板スターによるロマンチックなメロドラマに仕立てられた。事件発生翌月の公開もあってか、3週続映のヒットを飛ばした。伴奏や主題歌のみをタイトルにかぶせ聞かせるという、トーキーへの過渡期に流行したサウンド版形式にて上映。歌を聞いた全国の女性が涙したという。
映画を鑑賞しながら映画館の中で自殺を図る人が出たり、後追い心中が続発。「困ったことになった」と頭を抱える五所のもとには、映画による悪影響であるとしてその責任を問う内容の投書が数多く寄せられた。また、地方においては検閲後に上映禁止に踏み切った県もある。一方の五所は、本作のヒットを予感しており、つぶれかけの映画館が再起した話をたくさん耳にした。五所自身は次回作『恋の花咲く 伊豆の踊子』を好条件で撮影できたという。

## キャスト
- 津田一郎：竹内良一
- 父・定弘：藤野秀夫
- 一郎の妹・光子：光川京子
- 藤山綾子：川崎弘子
- 父・平助：武田春郎
- 母・志満子：葛城文子
- 兄・耕作：山内光
- 妻・さえ子：若水絹子
- 綾子の友達・義子：泉博子
- 飯島先生：吉川満子
- 体操教師：飯田蝶子
- 支配人・岡野：国島荘一
- 一郎の友達・奥平修二：小林十九二
- 牧師：竹村信夫

## スタッフ
- 監督：五所平之助
- 脚色：伏見晁
- 撮影：小原譲治

## 主題歌
「天国に結ぶ恋」（歌・徳山璉・四家文子　作詞・柳水巴（西條八十）　作曲・林純平（松平信博））ビクターレコードより発売。